# The Italian Mother and Other Poems
The Italian Mother and Other Poems – tomik wierszy angielskiego poety Algernona Charlesa Swinburne’a. Zbiorek został wydany prywatnie w Londynie w 1918, podobnie jak kilka innych tomików, w tym Rondeaux Parisiens, The Ride from Milan and Other Poems i A Lay of Lilies and Other Poems.